# مركز محمد بن راشد لإعداد القادة
مركز محمد بن راشد لإعداد القادة هو مؤسسة حكومية مقرها في دبي، أُسس المركز في عام 2003 بأمر من حاكم دبي محمد بن راشد آل مكتوم، بهدف تطوير وتأهيل قيادات المستقبل في مختلف المجالات، وتعزيز المهارات القيادية والابتكار، وذلك من خلال برامج تدريبية متخصصة تعتمد على أساليب متطورة ومُحدّثة بشكل دوري في مجالات القيادة والإدارة، كما يُقدِّم المركز مجموعة متنوعة من البرامج، تشمل الدورات التدريبية والندوات وورش العمل، التي تستهدف الباحثين عن تطوير قدراتهم القيادية في القطاعين الحكومي والخاص، ويدعم المركز ثقافة القيادة الفعّالة والمستدامة عن طريق توفير بيئة تعليمية تحفز على الفكر النقدي والتعاون ويعتمد البرنامج أيضاً أسلوب التجارب الحية والعملية للتعلَّم، كما يُنظم البرنامج رحلات تدريبية في علوم القيادة للتفاعل وتحسين الأداء العملي مع خبراء وقادة آخرين.
يرأس المركز وزير شؤون مجلس الوزراء محمد عبد الله القرقاوي منذ العام 2003، وتم تخريج أكثر من 800 قائد من خلال مجموعة الدورات التدريبية والنوعية، والتجارب العلمية، وورش العمل المشتركة.

## تطوير القدرات القيادية
يستهدف البرنامج تعزيز 8 قدرات أساسية لدى المتدربين وهي: الاستشراف الاستراتيجي، والمواطنة العالمية، والتفكير الريادي، والشغف والالتزام، وخلق القيمة، والتنوّع والمشاركة، والاهتمام بالإنسان أولاً، وتنمية المرونة والفضول.

## برامج المركز

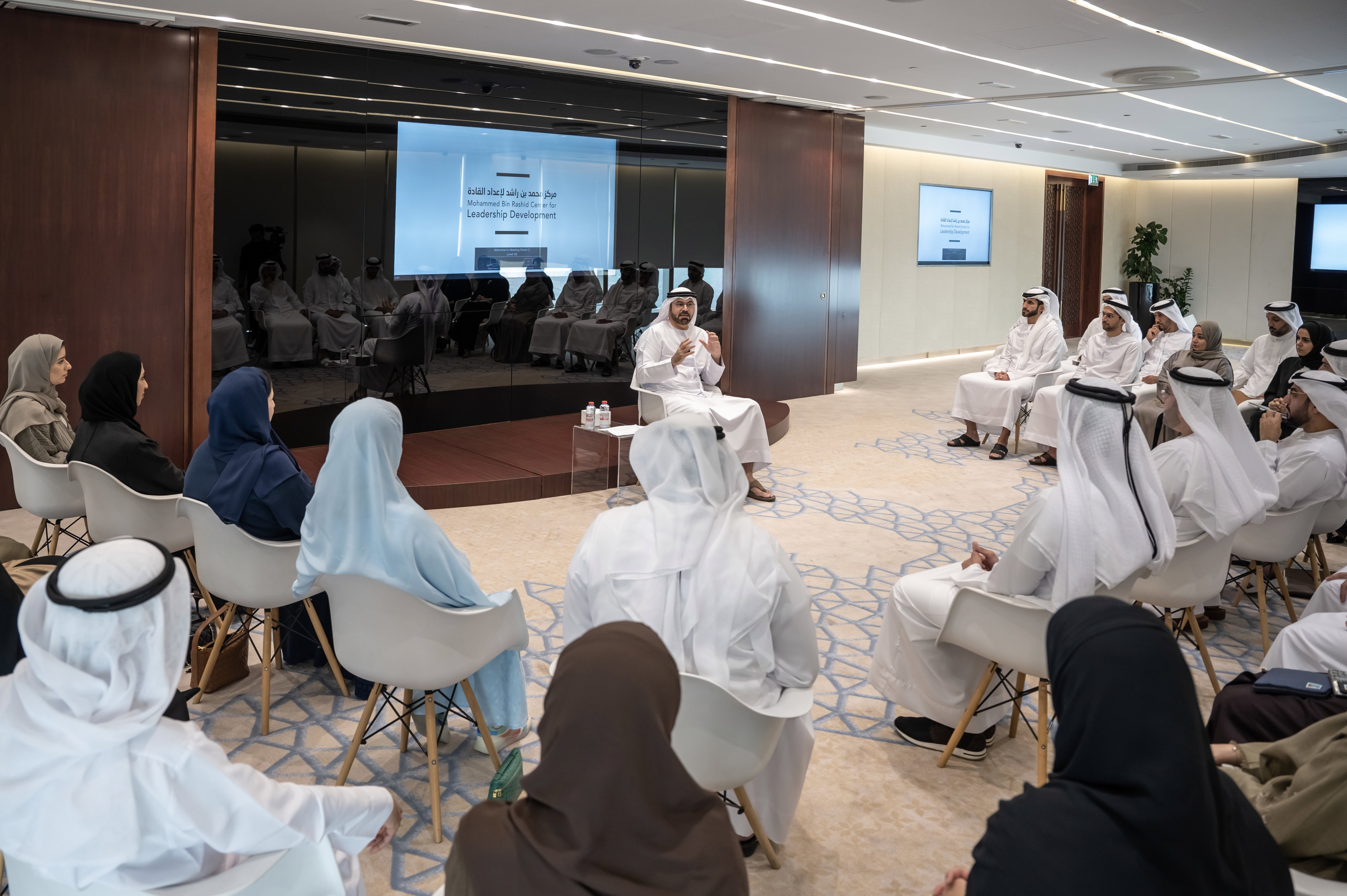
محمد القرقاوي مع منتسبي برنامج محمد بن راشد لإعداد القادة - 2023

أطلق المركز منذ تأسيسه 14 برنامجاً متنوعاً وتنقسم هذه البرامج إلى فئتين:

### البرامج القيادية
تشمل: القيادة الحكومية، القيادة الشابّة، القيادة التنفيذية، القيادة الواعدة، القيادة النخبوية، والقيادة المؤثرة، البرنامج الدولي للقيادات الإماراتية، قيادات دبي.
والغاية الأساسية من البرامج القيادية هي تعلّم المهارات القيادية في بناء الدول ووضع خُطط ورؤى استراتيجية ترتكز على التخطيط المستقبلي واتخاذ القرارات المبنية على معطيات وأسس منطقية صحيحة، وأيضاً تطوير مهارات التواصل المجتمعي والإعلامي وتنمية القدرات على التفاعل مع الأزمات وفهم وتحليل المستجدات بأسلوب موضوعي.

### البرامج القيادية التخصصية
تشمل: البرامج الرياضية، البرامج النسائية، برنامج هيئة الطرق والمواصلات، برنامج دبي الاقتصادية، برنامج الشركات العائلية، البرنامج الدولي للمدراء الحكوميين.
ولدى المركز دورات قيادية تدريبية مع 300 خبير قيادي محلي وعالمي، وتعاون استراتيجي مع 55 جامعة عالمية.

## إنجازات المركز

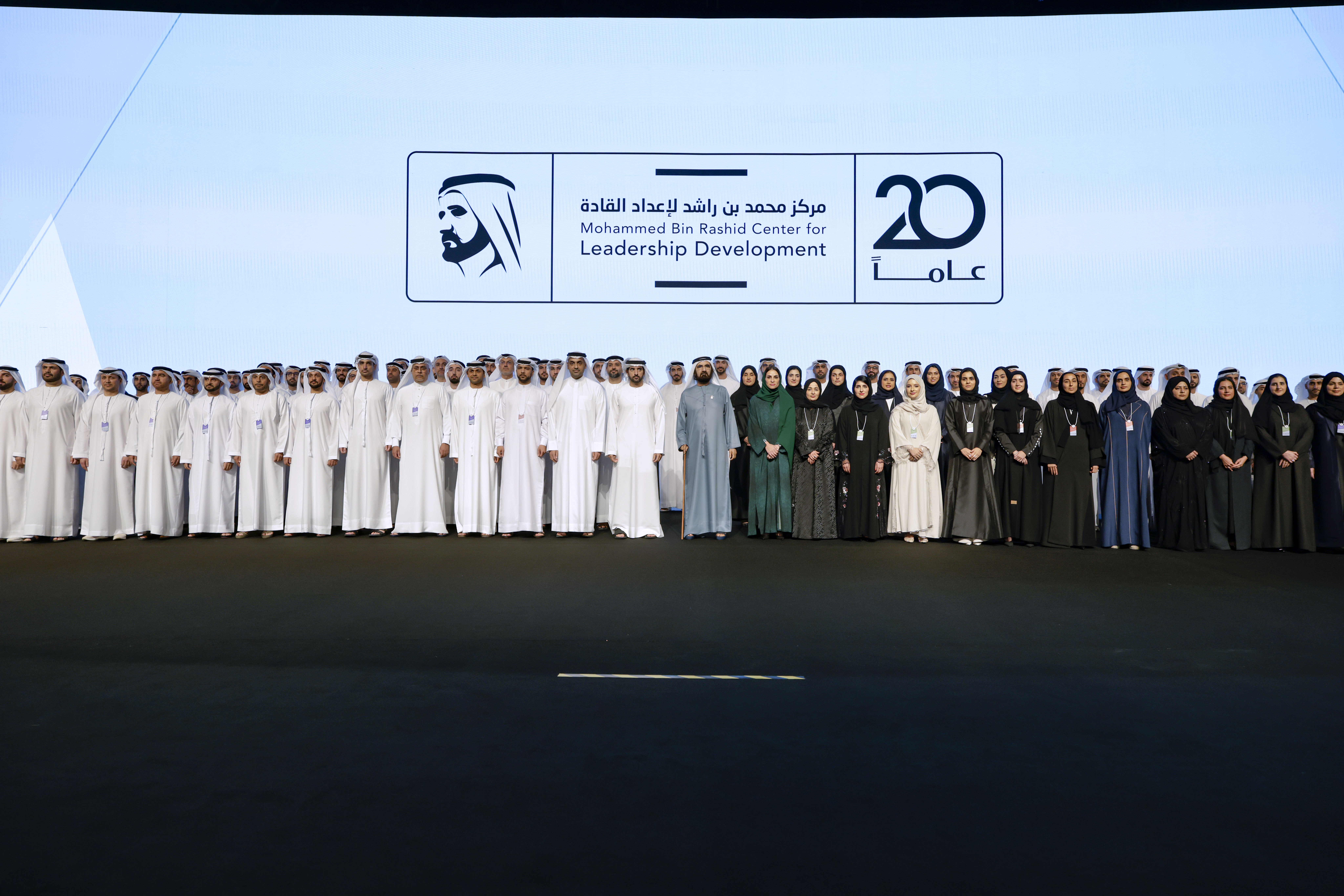
الاحتفال بالذكرى العشرين لتأسيس مركز محمد بن راشد لإعداد القادة - 2024

منذ تأسيس المركز في عام 2003 تخرج منه 850 شخصية قيادية إماراتية في مختلف القطاعات والتخصصات، منهم 7 وزراء، 10 وكلاء وزارات، 17 مديراً عاماً، 89 مديراً تنفيذياً ونائباً. كما قدم منتسبو البرنامج نحو 85 مشروعاً تحولياً مستداماً لمواجهة بعض التحديات في القطاعات الحيوية.

## الروابط الخارجية
الموقع الرسمي